# Sas Ferenc
Sas Ferenc, Sohn (Devecser, 1915. augusztus 16. – Buenos Aires, 1988. szeptember 3.) világbajnoki ezüstérmes labdarúgó, csatár.

## Pályafutása

### Klubcsapatban
1934 és 1938 között két bajnoki címet és két bronzérmet szerzett a Hungária csapatával. 1938-ban zsidó származása miatt Argentínába menekült. Itt először a Boca Juniors játékosa volt, amelynek tagjaként 1940-ben argentin bajnok lett. 1942 és 1945 között az Argentinos Juniors csapatában játszott. Labdarúgó pályafutását a Maccabi Buenos Aires együttesében fejezte be.

### A válogatottban
1936 és 1938 között 17 alkalommal szerepelt a nemzeti tizenegyben és 2 gólt szerzett. Tagja volt az 1938-as franciaországi világbajnokságon ezüstérmet szerzett csapatnak.

## Sikerei, díjai

### Játékosként
- Világbajnokság
  - 2.: 1938, Franciaország
- Magyar bajnokság
  - bajnok: 1935–36, 1936–37
  - 3.: 1934–35, 1937–38
- Magyar kupa
  - döntős: 1935
- Argentin bajnokság
  - bajnok: 1939–40
- Közép-Európa válogatott: 1937

## Statisztika

### Mérkőzései a válogatottban
| Magyarország | Magyarország         | Magyarország                       | Magyarország  | Magyarország | Magyarország  | Magyarország    | Magyarország | Magyarország |
| #            | Dátum                | Helyszín                           | Hazai         | Eredmény     | Vendég        | Kiírás          | Gólok        | Esemény      |
| ------------ | -------------------- | ---------------------------------- | ------------- | ------------ | ------------- | --------------- | ------------ | ------------ |
| 1.           | 1936. április 5.     | Bécs, Hohe Warte                   | Ausztria      | 3 – 5        | Magyarország  | barátságos      | -            |              |
| 2.           | 1936. május 3.       | Budapest, Hungária körúti pálya    | Magyarország  | 3 – 3        | Írország      | barátságos      | 1            | 73'          |
| 3.           | 1936. szeptember 27. | Budapest, Üllői úti pálya          | Magyarország  | 5 – 3        | Ausztria      | Európa-kupa     | -            |              |
| 4.           | 1936. október 4.     | Bukarest                           | Románia       | 1 – 2        | Magyarország  | barátságos      | -            |              |
| 5.           | 1936. október 18.    | Prága, Sparta-pálya                | Csehszlovákia | 5 – 2        | Magyarország  | Európa-kupa     | -            |              |
| 6.           | 1936. december 2.    | London                             | Anglia        | 6 – 2        | Magyarország  | barátságos      | -            |              |
| 7.           | 1937. május 9.       | Budapest, Hungária körúti pálya    | Magyarország  | 1 – 1        | Jugoszlávia   | barátságos      | -            |              |
| 8.           | 1937. május 23.      | Budapest, Üllői úti pálya          | Magyarország  | 2 – 2        | Ausztria      | barátságos      | 1            | 2'           |
| 9.           | 1937. szeptember 19. | Budapest, Hungária körúti pálya    | Magyarország  | 8 – 3        | Csehszlovákia | barátságos      | -            |              |
| 10.          | 1937. november 14.   | Budapest, Üllői úti pálya          | Magyarország  | 2 – 0        | Svájc         | Európa-kupa     | -            |              |
| 11.          | 1938. január 9.      | Lisszabon                          | Portugália    | 4 – 0        | Magyarország  | barátságos      | -            |              |
| 12.          | 1938. január 16.     | Luxembourg                         | Luxemburg     | 0 – 6        | Magyarország  | barátságos      | -            | 40'          |
| 13.          | 1938. március 25.    | Budapest, Hungária körúti pálya    | Magyarország  | 11 – 1       | Görögország   | vb-selejtező    | -            |              |
| 14.          | 1938. június 5.      | Reims (FRA)                        | Magyarország  | 6 – 0        | Holland India | vb-nyolcaddöntő | -            |              |
| 15.          | 1938. június 12.     | Lille, Stade Victor Boucquey (FRA) | Svájc         | 0 – 2        | Magyarország  | vb-negyeddöntő  | -            |              |
| 16.          | 1938. június 16.     | Párizs, Parc des Princes (FRA)     | Magyarország  | 5 – 1        | Svédország    | vb-elődöntő     | -            |              |
| 17.          | 1938. június 19.     | Párizs, Olimpia stadion (FRA)      | Magyarország  | 2 – 4        | Olaszország   | vb-döntő        | -            |              |
|              | Összesen             |                                    |               | 17           | mérkőzés      |                 | 2            | gól          |